# 巴別伊河
巴別伊河（烏克蘭語：Бабей），是東歐的河流，流經摩爾多瓦和烏克蘭，屬於薩拉塔河的左支流，河道全長31公里，流域面積220平方公里，河口處在法拉奧尼夫卡以南。